# Моралес-де-Кампос
Моралес-де-Кампос (ісп. Morales de Campos) — муніципалітет в Іспанії, у складі автономної спільноти Кастилія-і-Леон, у провінції Вальядолід. Населення — 160 осіб (2010).
Муніципалітет розташований на відстані близько 200 км на північний захід від Мадрида, 43 км на північний захід від Вальядоліда.

## Демографія
Динаміка населення (INE ):